# Pensiri Laosirikul
Pensiri Laosirikul (thaï : เพ็ญศิริเหล่าศิริกุล), née le 17 janvier 1984 à Nakhon Si Thammarat (Thaïlande), est une ancienne haltérophile thaïlandaise. Elle est médaillée de bronze aux Jeux de 2008.

## Carrière
Aux Jeux asiatiques de 2006 à Doha, elle rafle la médaille d'argent en -48 kg derrière la Chinoise Wang Mingjuan.
Lors des Jeux olympiques d'été de 2008, elle remporte la médaille de bronze avec 195 kg derrière la Taïwanaise Chen Wei-ling (196 kg) et la Sud-Coréenne Im Jeong-hwa (196 kg). Classée cinquième lors des Jeux, elle reçoit le bronze en 2017 après que la Chinoise Chen Xiexia et la Turque Sibel Özkan — arrivées respectivement 1re et 2e — ait été disqualifiées pour dopage. Elle reçoit une récompense de 4 millions de bahts et un salaire mensuel de 8 000 bahts pendant 20 ans.
Aux Championnats du monde d'haltérophilie 2010, Pensiri Laosirikul termine à la 8e place. Aux Universiade d'été de 2011, elle remporte le bronze derrière la Chinoise Xiao Hongyu et la Sud-Coréenne Ryang Chun-hwa.
Après sa carrière sportive, elle devient professeure à Nakhon Si Thammarat. Elle est également l'entraîneuse de l'haltérophilie timorais, José Garcia.

## Palmarès

### Jeux olympiques
- Jeux olympiques d'été de 2008 à Pékin ( Chine) :
  -  médaille de bronze en poids coq

### Championnats du monde
- Championnats du monde d'haltérophilie 2007 à Chiang Mai ( Thaïlande) :
  -  médaille de bronze en -48 kg